# Marcelo Muniz
Marcelo Muniz (1957 - 2018) foi músico, pesquisador e ativista da cultura popular brasileira, nascido e radicado na cidade de Florianópolis.
Fez fama no Grupo Engenho, célebre grupo de MPB que marcou a música catarinense nas décadas de 1970 e 80. Posteriormente, entre outras realizações, fez parte do Conselho Estadual de Cultura e foi gerente da Fundação Catarinense de Cultura. Também seguiu a carreira de músico, atuando em projetos  posteriores do Grupo Engenho.
Foi ativista cultural, muito ligado ao folclore catarinense, sendo atuante no bairro de Santo Antônio de Lisboa, em Florianópolis, onde em 2013 trabalha como músico e produtor do CD do grupo de boi de mamão de Santo Antônio de Lisboa.
Em 2017 inicia a campanha de financiamento coletivo para a realização e lançamento do seu primeiro álbum solo, intitulado "Fogo do Rebojo". Em abril de 2018, com seu álbum já em vias de ser lançado, aos 60 anos de idade, Marcelo veio a falecer, em razão de uma série de complicações de saúde. Em dezembro de 2018 seu ábum solo é lançado em plataformas digitais.

## Discografia
Os principais trabalhos do músico são:
- GRUPO ENGENHO - 1980 - Vou botá meu boi na rua  (LP, Independente)
- GRUPO ENGENHO - 1981 - Engenho (LP, Independente)
- GRUPO ENGENHO - 1983 - Força Madrinheira (LP, Lira Paulistana-Continental)
- GRUPO ENGENHO - Vou botá meu boi na rua + Engenho (CD duplo)
- GRUPO ENGENHO - 2003 - Movimento (CD, Orbeat Music)
- GRUPO FOLCLÓRICO DE BOI DE MAMÃO DE SANTO ANTÔNIO DE LISBOA -  2013 - Boi de Mamão de Santo Antônio (CD, Associação de Moradores de Santo Antônio de Lisboa)
- GRUPO ENGENHO -  2015 - De trés ont’onte a Dijaôji (CD e DVD)
- MARCELO MUNIZ - 2018 - Fogo do Rebojo (Album no Youtube, Fides Produções)